# 宮川長房
宮川 長房（みやがわ ながふさ、生没年不詳） とは、江戸時代にいたとされる浮世絵師。

## 来歴
ニューオータニ美術館所蔵の「紅葉美人図」（絹本着色）に「日本繪宮川長房書」の落款と印文不詳の白文方印があり、これによってこの絵の作者を「宮川長房」としてきたが、落款の「房」とはじつは「春」の字で、すなわち「宮川長春」と読める可能性があり、印章も宮川長春が使用していた「長春之印」という印章との類似が指摘されている。「宮川長房」という絵師については作とされるこの絵のほかに、文献上その名を見出せない。「紅葉美人図」の画風は宮川長春のものに非常に近く、内容は『源氏物語』の「浮舟」の一場面を当時の江戸時代の風俗で描いたものかといわれる。